# 空时分组码
空时分组码（Space-time block code，STBC，又译空时块码）是无线通信技术中一种在不同时刻、不同天线上发射数据的多个副本，从而利用时间和空间分集以提高数据传输可靠性的编码。